# Khāl Dalīl
Khāl Dalīl (persiska: خال دلیل, خال دَليل) är en ort i Iran.   Den ligger i provinsen Västazarbaijan, i den nordvästra delen av landet, 500 km väster om huvudstaden Teheran. Khāl Dalīl ligger 1 670 meter över havet och antalet invånare är 192.
Terrängen runt Khāl Dalīl är kuperad, och sluttar söderut.Runt Khāl Dalīl är det ganska tätbefolkat, med 60 invånare per kvadratkilometer. Närmaste större samhälle är Nowbār, 19,6 km öster om Khāl Dalīl. Trakten runt Khāl Dalīl består i huvudsak av gräsmarker.